# Florentius (Heermeister)
Florentius war ein spätantiker römischer Heermeister (magister militum).
Die einzige gesicherte Quelle zu Florentius ist ein an ihn gerichtetes Gesetz des oströmischen Kaisers Theodosius II. vom 5. Oktober 415. Hier wird er als magister militum und damit als einer der höchsten Generäle des Römischen Reiches adressiert. Kopien des Gesetzes wurden auch an den Heermeister Sapricius, den magister officiorum Helion und den quaestor sacri palatii Eustathios geschickt. Alle diese Männer waren qua ihrer hohen Ämter Mitglieder des kaiserlichen Staatsrats (consistorium). Sapricius war wahrscheinlich Kollege des Florentius als magister militum praesentalis, also General der Armeen am oströmischen Kaiserhof Theodosius’ II.
Ein römischer Militär namens Florentius begegnet auch bereits 399 in den Quellen, als er eine Gruppe von Goten unter Tribigild in einem Gebirgspass bei Selge in Kleinasien einschloss. Der etwa ein Jahrhundert später schreibende Geschichtsschreiber Zosimos berichtet, Florentius habe sich, als die Goten schon durch herabgeworfene Steine entscheidend geschwächt waren, von diesen bestechen lassen, ihnen den Pass zu öffnen. Welches militärische Amt dieser Florentius zu diesem Zeitpunkt innehatte, ist nicht ganz klar; er könnte auch ein Anführer lokaler Wachen gewesen sein. Auch ist umstritten, ob er mit dem späteren Heermeister identisch ist.